# Cacnea
Cacnea (japanski: サボネア Sabonea) jedan je od 1025 fiktivnih vrsta Pokémona iz medijske franšize Pokémon, skupa Pokémon videoigara, animiranih serija, manga stripova, knjiga, igraćih karata i drugih medija kojima je tvorac Satoshi Tajiri. Svrha je Cacnee u videoigrama, animiranoj seriji i manga stripovima, kao i svrha ostalih Pokémona, borba s divljim Pokémonima – neukroćenim stvorenjima koje igrači i likovi pronalaze dok kreću na razne avanture – i pripitomljenim Pokémonima drugih Pokémon trenera.
Ime "Cacnea" dolazi od engleske riječi "cactus" = kaktus te se odnosi na biljku na kojoj se temelji lik Cacnee; moguće je čak da je njeno ime kombinacija riječi "cactus" i engleske riječi "acne" = akne – bolest poznata po tome što uzrokuje velik broj pjega na koži, sukladno trima upečatljivim "pjegama" koje se nalaze ispod Cacneinih usta.

## Biološke karakteristike
Cacnea preferira život u surovim, suhim područjima, poput pustinja. Živi u grmlju ili pokraj grmlja koji rastu u pustinjama. Što je suše i nepovoljnije njezino stanište, Cacnea cvjeta ljepšim i aromatičnijim cvijetom. Može preživjeti 30 dana bez vode, koristeći zalihe tekućine koju čuva u svom tijelu. Cacnea otpušta snažan miris iz cvijeta na svojoj glavi da bi privukla plijen. Kada žrtva dođe dovoljno blizu, Cacnea ispaljuje oštre bodlje iz svog tijela kako bi ju dokrajčila. Cacnea se bori divlje mašući svojim trnovitim rukama.

## U videoigrama
Cacnea se razvija u Cacturna, Travnatog/Mračnog Pokémona, kada dostigne 32 razinu. Cacneina sposobnost Pješčanog vela (Sand Veil) povećava njeno izbjegavanje protivničkih napada kada je u igri Pješčana oluja (Sandstorm). Cacneini manevri izbjegavanja tijekom Pješčane oluje spuštaju siguran udarac protivnikovih napada na nesigurnih 80%. Cacneine najviše statistike jesu Attack i Special Attack te su joj cjelokupne elementarne statistike relativno prosječne za Elementarnog Pokémona. Cacnea u divljini ima šansu od 5% da drži Otrovni žalac (Poison Barb), predmet koji povećava snagu Otrovnih napada Pokémona koji ga drži. Cacnea je prirodno imuna na Pješčanu oluju te joj taj napad nikada neće nanijeti štetu.
U Pokémon Ruby, Sapphire i Emerald, Cacneu se može pronaći samo u pustinji na Stazi 111. relativno je rijetka, pogotovo u Pokémon Emerald videoigri.

## U animiranoj seriji
U Pokémon animiranoj seriji, James, član Tima Raketa, ima Cacneu koja mu je prilično naklonjena. Doduše, kada mu pokušava izraziti svoju naklonost grleći ga, kada ju on zazove iz njene Poké lopte, njene brojne bodlje ozlijede Jamesa. Cacnea je zamjena u njegovu timu za njegova bivšeg Travnatog Pokémona, Weepinbella/Victreebela. Jessie ponekad koristi Cacneu u Pokémon Izložbama, ali često postaje žrtva njenih bodlji, poput Jamesa.    